# Ercole Maria Zanotti
Ercole Maria Zanotti, frère de Giampietro, est un poète et écrivain italien, né à Paris en 1684 et mort en 1763.

## Biographie
Né en 1684, à Paris, il fit ses études à l'Université de Bologne, et ayant embrassé l'état ecclésiastique, se distingua dans la carriere de la prédication. Ses talents lui méritèrent un canonicat en 1741. Après avoir langui plusieurs années, il mourut le 14 juin 1763.

## Œuvres
On cite de lui : 
- Une Vie de Saint Bruno, Bologne, 1741, in-4° ;
- Les Vies de Saint Procule, chevalier bolonais, et de Saint Procule, évêque de Troyes, tous deux martyrs, ibid., 1742, in-4° ;
- La Vie de Nicolas Albergati, chartreux, puis évêque de Bologne et cardinal, ibid., 1757, in-4°.
- Des Rime dans divers recueils. Il a laissé plusieurs ouvrages manuscrits dont on trouvera la liste dans les Scrittori bolognesi du comte Giovanni Fantuzzi.